# Blærecancer
Blærecancer er kræft i urinblæren. Kræftformen er blandt de ti hyppigste i Danmark, og årligt får ca. 1600 danskere stillet diagnosen blærecancer. Ca. 75% af alle med blærecancer er mænd. Tumoren er oftest lokaliseret til blærevæggen og er i 90 % af tilfældene udgået fra celler i det såkaldte overgangsepithel, der beklæder blærevæggen. Det altoverskyggende symptom ved blærecancer er blod i urinen, hæmaturi. Behandlingen af blærecancer består i kirurgisk fjernelse af tumoren, strålebehandling eller kemoterapi.

## Årsager
Rygning er en kendt risikofaktor for blærecancer, og det skønnes at op mod 30% af alle blærecancere kan tilskrives denne faktor alene. Andre kendte risikofaktorer er udsættelse for aromatiske aminer og benzidine typisk i forbindelse med arbejde indenfor farve- og malererhverv. Visse medikamenter som Cyclophosphamid er også knyttet til en forøget risiko for blærecancer. Desuden findes der en genetisk baggrund for blærecancer, hvorfor nogle mennesker med en række genfejl er særligt disponeret. Personer med tilfælde af blærecancer hos nære slægtninge vil også have en forøget risiko for at udvikle sygdommen.

## Symptomer
Det vigtigste symptom ved blærecancer er blod i urinen kaldet hæmaturi. Ofte vil dette også være det eneste symptom. Man skelner mellem makroskopisk og mikroskopisk hæmaturi, altså de tilfælde, hvor man kan se blod med det blotte øje og de tilfælde, hvor det kræver mikroskop at se de røde blodlegemer. I tilfælde af makroskopisk hæmaturi er risikoen for tilstedeværelsen af en blæretumor betydelig og dette skal derfor altid undersøges yderligere. Mikroskopisk hæmaturi hos unge mennesker under 40 år behøves ikke nødvendigvis at blive udredt, da det kan være et tilfældigt fund. Andre symptomer på blærecancer kan være hyppig vandladning, eller eventuelt helt ophør af vandladningen, hvis tumoren blokerer helt for afløbet af urin.

## Undersøgelser
Hvis man har konstateret hæmaturi og yderligere undersøgelser er påkrævet, vil disse som regel starte med en urografi, som er en billedediagnostisk undersøgelse, hvor man visualiserer blæren og urinvejene. Dette kan ske med enten et gammeldags røntgenbillede eller ved en CT-scanning. I begge tilfælde vil der blive indgivet noget kontrastvæske, som gør urinvejene og blæren mere synlige på røntgenbilledet. Blæretumorer kan være meget svære at se ved billedediagnostik. En kikkertundersøgelse (cystoskopi) af urinblæren er den bedste undersøgelse til at be- eller afkræfte diagnosen. Her ser man direkte på blærevæggen og fjerne eventuelt små polypper eller tumorer. Desuden kan man ved cystoskopien udtage biopsier til nærmere bestemmelse af tumorens type. Herudover kan man foretage en undersøgelse af urinen, for at se om den indeholder maligne celler.

Hvis man har konstateret blærecancer vil man foretage en CT- eller MR-scanning for at påvise metastaser. En ultralydsundersøgelse af leveren bør også udføres for at se efter metastaser.

## Stadieinddeling
Tumorer i blæren stadieinddeles efter en udgave af TNM-systemet, der er tilpasset til brug ved blærecancer. TNM klassifikationen er afhængig af graden af tumorens indvækst i blærevæggen samt lymfeknudemetastaser og fjernmetastaser. Klassifikationen er vigtig da den er afgørende for valget af behandlings samt prognosen for sygdommen.

- T:

Ta: Tumor lokaliseret i slimhinden uden invasiv vækst
Tis: Tumor lokaliseret i slimhinden med betydelige celleforandringer. Per definition ingen invasion af underliggende væv
T1: Tumor med gennemvækst af slimhinden
T2a-b: Tumor med indvækst i underliggende muskellag
T3a-b: Tumor med gennemvækst af underliggende muskellag, men uden indvækst i omringliggende væv
T4a-b: Tumor med gennemvækst til omkringliggende væv eller organer
- N:

N0: Ingen lymfeknudemetastaser
N1: Enkelt lymfeknudemetastase under 5 cm i størrelse
N2: Flere lymfeknudemetastaser under 5 cm i størrelse
N3: En eller flere lymfeknudemetastaser over 5 cm i størrelse
- M:

M0: Ingen fjernmetastaser
M1: Fjernmetastaser til andre organer
Udover denne makroskopiske inddeling af kræftsygdommens udbredelse, laver man også en histologisk gradinddeling efter udseendet af tumorcellerne ved mikroskopi. I Danmark foretages dette efter Bergkvists inddeling, der har 5 grader. Internationalt anvendes oftere WHO's inddeling, der har 4 grader. Fælles for de to systemer har tumorer af grad 1 de mest normalt udseende celler og tumorer af den højeste grad de mest abnormt udseende celler.

## Behandling
Behandlingen af blærecancer kan involvere kirurgi, behandling med strålebehandling, kemoterapi og skylning af blæren med lokaltvirkende stoffer (BCG og cytostatika).

### Kirurgisk behandling
Den kirurgiske behandling består af to forskellige typer af indgreb, der foretages enten via et endoskop eller som regelret "åben" kirurgi. Det endoskopiske indgreb kan anvendes ved tumorer, der er er lokaliseret til slimhinden og ikke har metastaser (Ta, og T1). Det endoskopiske endgreb består af en transurethral resektion af blæren (TUR-B), hvor man via et cystoskop skærer tumoren fri af blærevæggen.

Tumorer med gennemvækst af slimhinden og maksimalt én lymfeknudemetastase (T2-T4a + N0-1) kan behandles med total fjernelse af blæren, cystektomi. I forbindelse med en cystektomi vil de omkringliggende lymfeknuder samt prostata og sædblærerne hos manden og de indre kønsorganer hos kvinden blive fjernet. Dette gøres i håb om at fjerne endnu ikke synlige metastaser. Efter fjernelse af blæren anlægges enten en stomi, der fører urinen ud til huden, eller en ny blære konstrueres af et stykke tarm.

### Strålebehandling
Strålebehandling kan anvendes som primær behandling i stedet for kirurgisk fjernelse af blæren, eller det kan anvendes efter kirurgi til behandling af evt. tilbageværende kræftceller. Når strålebehandling anvendes som førstevalg vil det ofte være pga. andre faktorer som umuliggør en operation (fx hjertesygdom). Behandlingen gives som 30 behandlinger med en strålingsdosis på 60 Gy.

### Kemoterapi
Denne behandling anvendes til tumorer med indvækst i naboorganer (T4b), lymfeknudemetastaser (N2-3) eller fjernmetastaser (M1), desuden gives behandlingen ved tilbagefald efter tidligere behandling. Kemoterapien gives udelukkende som lindrende behandling. Behandlingen består af flere forskellige cytostatika.

### Blæreskylning
Til tumorer lokaliseret i slimhinden (Tis, Ta & T1) kan man anvende lokaltvirkende cytostatika, der sprøjtes ind i blæren via et kateter. I stedet for cytostatika kan man anvende BCG (Bacillus Calmette-Guérin eller calmette-vaccine) til at skylle med. BCG er en svækket bakterie beslægtet med den bakterie, der giver tuberkulose. Virkningsmekanismen bag BCG's helbredende effekt på tidlige blærecancere er ukendt, men man formoder at BCG udløser et lokalt respons fra kroppens immunforsvar, der sekundært så også angriber og dræber kræftcellerne.